# بورفؤاد
بورفؤاد (به عربی: بورفؤاد) یک شهر در مصر است که در استان پورت‌سعید واقع شده‌است. بورفؤاد ۵۶۰٬۰۰۰ نفر جمعیت دارد.